# Ваља Марулуј (Бакау)
Ваља Марулуј (рум. Valea Mărului) насеље је у Румунији у округу Бакау у општини Липова. Oпштина се налази на надморској висини од 320 m.

## Становништво
Према подацима из 2002. године у насељу је живело 53 становника, од којих су сви румунске националности.